# Селекція рухомих цілей
Селекція рухомих цілей (СРЦ) — режим роботи радіолокаційного пристрою для виділення цілі на фоні радіолокаційних перешкод. В радіолокації в більшості випадків ціль є рухомою, а перешкоди — нерухомими об'єктами. Тому в основі СРЦ лежить аналіз деформації структури сигналу відбитого від рухомої цілі.
Методи СРЦ часто базуються на використанні ефекту Доплера і застосовуються з метою прийняття рішення про присутність цілі класу, що цікавить (наприклад, бойового блоку ракети) серед виявлених об'єктів в умовах впливу перешкод від джерел штучного та природного походження.
В імпульсних радарах селекцію рухомих об'єктів здійснює фазовий детектор, базуючись на різниці в фазі відбитого сигналу для кількох імпульсів. Стаціонарні об'єкти не змінюють фазу від імпульсу до імпульсу, а рухомі — змінюють. Тому порівнюючи збережений і поточний сигнал щодо змін фази, можна виявити цілі, що рухаються.
Для стаціонарних перешкод різниця фаз від імпульсу до імпульсу дорівнює нулю. Рухомі цілі будуть проходять крізь такий фільтр у фазовому детекторі без проблем, якщо тільки їхня швидкість не створює різницю фаз від імпульсу до імпульсу кратну 360◦. Ця умова відома як «сліпа» швидкість і визначається як v = 0,5nλ, де λ — довжина хвилі випромінювання радара.
Для усунення негативного ефекту сліпих швидкостей можуть бути застосовані такі методи:
- використання когерентного каналу тільки у разі необхідності;
- постійна зміна робочої частоти радіолокатора;
- постійна зміна (вобуляція) частоти слідування імпульсів.